# Amphoe Mae La Noi
Amphoe Mae La Noi (thaï : แม่ลาน้อย) est un amphoe de la province de Mae Hong Son, dans le nord de la Thaïlande